# Saison 2022-2023 du FC Metz
Maillots
Chronologie
Saison précédente Saison suivante
Le FC Metz, joue sa 21e saison en Ligue 2 lors de la saison 2022-2023. Cette saison voit le club s'engager dans deux compétitions que sont la Ligue 2 et la Coupe de France.

## Matchs Amicaux
La saison 2022-2023 du FC Metz débute par 5 matchs amicaux face au RCFU Luxembourg, le CS Sedan Ardennes, l'ESTAC Troyes, le Stade de Reims et le FC Sochaux-Montbéliard.

Lors de la première trêve internationale, le FC Metz joue quatre matchs amicaux face à l'AJ Auxerre, le KRC Genk, le FC Groningue et le SV Elversberg. Lors de la seconde, Metz affronte son club satellite de Belgique, le RFC Seraing.

## Faits marquants de la saison
Lors de cette saison 2022-2023, le FC Metz rencontrera pour la première fois de son histoire, trois clubs qu'il n'a jamais affronté : le Pau FC, le FC Annecy et le Rodez AF.
Grâce à ses très bons matchs face au FC Annecy (deux buts et une passe décisive) et face à l'US Quevilly (une passe décisive), Georges Mikautadze est élu meilleur joueur du mois de mars UNFP.
À la suite des trophées UNFP du football 2023, Georges Mikautadze est élu meilleur joueur de la saison en Ligue 2. Il est aussi le seul représentant messin de l'équipe type de Ligue 2.

## Transferts

### Transferts estivaux
Le mercato d'été a lieu du 10 juin au 1er septembre 2022 en France.
| Nom                   | Nationalité   | Poste     | Transfert       | Provenance/Destination | Division           |
| --------------------- | ------------- | --------- | --------------- | ---------------------- | ------------------ |
| Arrivées              |               |           |                 |                        |                    |
| Guillaume Dietsch     | France        | Gardien   | Retour de prêt  | RFC Seraing            | Jupiler Pro League |
| Amadou Dia Ndiaye     | Sénégal       | Attaquant | Retour de prêt  | Le Mans FC             | National 1         |
| Sofiane Alakouch      | France        | Attaquant | Retour de prêt  | Neuchâtel Xamax        | Super League       |
| Cheikh Sabaly         | Sénégal       | Attaquant | Retour de prêt  | Quevilly Rouen         | Ligue 2            |
| Vagner Dias           | Cap-Vert      | Attaquant | Retour de prêt  | FC Sion                | Super League       |
| Warren Tchimbembé     | France        | Attaquant | Retour de prêt  | CD Mirandés            | LaLiga2            |
| Pape ndiaga Yade      | Sénégal       | Attaquant | Retour de prêt  | Génération Foot        | Ligue 1            |
| Amine Bassi           | Maroc         | Milieu    | Retour de prêt  | FC Barnsley            | Championship       |
| Mathieu Cachbach      | France        | Milieu    | Retour de prêt  | RFC Seraing            | Jupiler Pro League |
| Georges Mikautadze    | Géorgie       | Attaquant | Retour de prêt  | RFC Seraing            | Jupiler Pro League |
| Youssef Maziz         | France        | Milieu    | Retour de prêt  | RFC Seraing            | Jupiler Pro League |
| Sami Lahssaini        | Belgique      | Milieu    | Retour de prêt  | RFC Seraing            | Jupiler Pro League |
| Rayan Djédjé          | Côte d'Ivoire | Milieu    | Retour de prêt  | RFC Seraing            | Jupiler Pro League |
| Ababacar Lô           | Sénégal       | Défenseur | Retour de prêt  | SO Cholet              | National 1         |
| Lamine Gueye          | Sénégal       | Attaquant | Retour de prêt  | Paris FC               | Ligue 2            |
| Ablie Jallow          | Gambie        | Milieu    | Retour de prêt  | RFC Seraing            | Jupiler Pro League |
| Ismaël Traoré         | Côte d'Ivoire | Défenseur | Transfert       | Angers SCO             | Ligue 1            |
| Koffi Kouao           | Côte d'Ivoire | Défenseur | Transfert       | FC Vizela              | Liga Portuga       |
| Anthony Musaba        | Pays-Bas      | Attaquant | Prêt            | AS Monaco              | Ligue 1            |
| Départs               |               |           |                 |                        |                    |
| Farid Boulaya         | Algérie       | Milieu    | Fin de contrat  |                        |                    |
| Nicolas de Préville   | France        | Attaquant | Fin de contrat  |                        |                    |
| Opa Nguette           | Sénégal       | Milieu    | Fin de contrat  |                        |                    |
| Rayan Djédjé          | France        | Défenseur | Fin de contrat  |                        |                    |
| Ibrahim Amadou        | France        | Défenseur | Fin de contrat  |                        |                    |
| Jean-Armel Kana-Biyik | Cameroun      | Défenseur | Fin de contrat  |                        |                    |
| Manuel Cabit          | France        | Défenseur | Fin de carrière |                        |                    |
| Thomas Delaine        | France        | Défenseur | Transfert libre | RC Strasbourg          | Ligue 1            |
| Vincent Pajot         | France        | Milieu    | Transfert libre | FC Annecy              | Ligue 2            |
| Louis Mafouta         | France        | Attaquant | Retour de prêt  | Neuchâtel Xamax        | Challenge League   |
| Didier Lamkel Zé      | Cameroun      | Attaquant | Retour de prêt  | Royal Antwerp          | Jupiler Pro League |
| Pape Matar Sarr       | Sénégal       | Milieu    | Retour de prêt  | Tottenham Hotspur      | Premier League     |
| Sikou Niakata         | France        | Défenseur | Retour de prêt  | EA Guingamp            | Ligue 2            |
| Guillaume Dietsch     | France        | Gardien   | Prêt            | RFC Seraing            | Jupiler Pro League |
| Warren Tchimbembé     | France        | Attaquant | Prêt            | EA Guingamp            | Ligue 2            |
| Papa Ndiaga Yade      | Sénégal       | Attaquant | Prêt            | ESTAC Troyes           | Ligue 1            |
| Lenny Lacroix         | France        | Défenseur | Transfert       | Benfica Lisbonne       | Liga Portugal      |
| Dylan Bronn           | Tunisie       | Défenseur | Transfert       | US Salernitana         | Serie A            |

### Transferts hivernaux
Le mercato d'hiver se déroule du 1er au 31 janvier 2023 en France.

## Compétitions

### Championnat

#### Classement
| Rang | Équipe                  | Pts | J  | G  | N  | P  | Bp | Bc | Diff | Promotion ou relégation |
| ---- | ----------------------- | --- | -- | -- | -- | -- | -- | -- | ---- | ----------------------- |
| 1    | Le Havre AC             | 75  | 38 | 20 | 15 | 3  | 46 | 19 | +27  | Promotion en Ligue 1    |
| 2    | FC Metz R               | 72  | 38 | 20 | 12 | 6  | 61 | 33 | +28  | Promotion en Ligue 1    |
| 3    | Girondins de Bordeaux R | 69  | 38 | 20 | 9  | 9  | 51 | 28 | +23  |                         |
| 4    | SC Bastia               | 60  | 38 | 17 | 9  | 12 | 52 | 45 | +7   |                         |
| 5    | SM Caen                 | 59  | 38 | 16 | 11 | 11 | 52 | 43 | +9   |                         |

## Maillots de la saison
Cette saison, le FC Metz joue avec trois maillots différents comme la majorité des clubs européens. C'est l'équipementier Kappa qui, depuis son retour en 2020, assure la création des maillots du club cette saison. Le pointillisme est utilisé dans la conception des maillots et le célèbre slogan "Le Feu Sacré" est toujours présent dans le col, à l'arrière.

### Maillot domicile
Le maillot domicile arbore comme souvent la couleur grenat sur un motif semblable à une armure représentant la sidérurgie (très présente en Lorraine). Des petites touches d'oranges sont présentent sur les manches et sur les côtes.

### Maillot extérieur
Le maillot extérieur lui, présente la même cuirasse que sur le maillot domicile, adaptant les teintes à sa couleur blanche. Les marques oranges sont, comme sur le maillot domicile présentes, également sur les manches et les côtes.

### Maillot spécial
Le maillot Third, lui, met en scène un harmonieux mélange de couleurs importantes au club messin : À savoir le noir, le grenat, l'orange et le blanc.